# Schéma du canal de la Meuse
Cette page est une annexe aux articles Meuse (fleuve) et canal de l'Est.

## Branche nord duCanal de l'Est
La branche Nord (CeBN) du canal de l'Est, mesurée de Givet à Troussey, où elle rejoint le canal de la Marne au Rhin, est de 272 kilomètres ; on l'appelle aussi canal de la Meuse. 

## Profil
```
|+De Givet (Pk 00.000)   à   Troussey (Pk 272.404)
```

Le graphique qui aurait dû être présenté ici ne peut pas être affiché car il utilise l'ancienne extension Graph, désactivée pour des questions de sécurité. Des indications pour créer un nouveau graphique avec la nouvelle extension Chart sont disponibles ici.

(1) Nivellement général de la France

## Tracé
| GRZq | GRZq | uSTR+GRZq | GRZq | GRZq |

| leer | leer | ueABZgl | uexSTR+r | leer |

| leer | leer | uLock3 | uexSTR | leer |

| leer | uMARINAr | uFABZgr+r | uexSTR | leer |

| leer | leer | uSTR | uxWEIRg | leer |

| leer | REq | uFGATEd | uexSTR | leer |

| leer | leer | ueABZg+l | uexSTRr | leer |

| leer | leer | uSTR | leer | leer |

| leer | leer | uddSTRr | leer | leer |

| RAq | RAq | uSKRZ-Au | RAq | RAq |

| leer | leer | ueABZgl | uexSTR+r | leer |

| leer | REq | uLock3 | uexSKRZ-Eu | leer |

| leer | leer | uTUNNEL1 | uexSTR | leer |

| leer | leer | uLock3 | uexSTR | leer |

| leer | REq | uSKRZ-Eu | uxWEIRg | leer |

| leer | leer | ueABZg+l | uexSTRr | leer |

| leer | leer | uSTR | leer | leer |

| leer | uexSTR+l | ueABZgr | leer | leer |

| leer | uexSTR | uLock3 | leer | leer |

| leer | uxWEIRg | uSTR | leer | leer |

| leer | uexSTRl | ueABZg+r | leer | leer |

| leer | leer | uSTR | leer | leer |

| RAq | RAq | uSKRZ-Au | RAq | RAq |

| leer | leer | uddSTRr | leer | leer |

| leer | leer | uxSPLae | leer | leer |

| leer | uexSTR+l | ueABZgr | leer | leer |

| leer | uexSTR | uLock3 | leer | leer |

| leer | uexSKRZ-Eu | uSKRZ-Eu | REq | leer |

| leer | uxWEIRg | uSKRZ-Eu | REq | leer |

| leer | uexSTRl | ueABZg+r | leer | leer |

| leer | leer | uSTR | leer | leer |

| leer | uexSTR+l | ueABZgr | leer | leer |

| leer | uexSTR | uLock3 | leer | leer |

| leer | uxWEIRg | uSKRZ-Eu | REq | leer |

| leer | uexSTRl | ueABZg+r | leer | leer |

| leer | leer | uSTR | leer | leer |

| leer | leer | uddSTRr | leer | leer |

| RAq | RAq | uSKRZ-Au | RAq | RAq |

| leer | uexSTR+l | ueABZgr | leer | leer |

| leer | uexSTR | uLock3 | leer | leer |

| leer | uxWEIRg | uSTR | leer | leer |

| leer | uexSTRl | ueABZg+r | leer | leer |

| leer | leer | uSTR | leer | leer |

| RAq | RAq | uSKRZ-Au | RAq | RAq |

| leer | leer | uddSTRl | leer | leer |

| leer | leer | ueABZgl | uexSTR+r | leer |

| leer | leer | uLock3 | uexSTR | leer |

| leer | leer | uSTR | uxWEIRg | leer |

| leer | leer | ueABZg+l | uexSTRr | leer |

| leer | leer | uSTR | leer | leer |

| leer | leer | ueABZgl | uexSTR+r | leer |

| leer | leer | uLock3 | uexSTR | leer |

| STRq | STRq | umKRZu | uxmtKRZ | STRq |

| leer | leer | uSTR | uxWEIRg | leer |

| leer | leer | ueABZg+l | uexSTRr | leer |

| leer | leer | uSTR | leer | leer |

| leer | uexSTR+l | ueABZgr | leer | leer |

| leer | uexSTR | uLock3 | leer | leer |

| leer | uexSTR | uTUNNEL1 | leer | leer |

| leer | uxWEIRg | uSTR | leer | leer |

| leer | uddSTRl | uSTR | leer | leer |

| leer | uSTRl | uABZg+r | leer | leer |

| leer | leer | uSTR | leer | leer |

| leer | REq | uSKRZ-Eu | REq | leer |

| leer | uexSTR+l | ueABZgr | leer | leer |

| leer | uexSTR | uLock3 | leer | leer |

| leer | uxWEIRg | uSTR | leer | leer |

| leer | uexSTRl | ueABZg+r | leer | leer |

| RAq | RAq | uSKRZ-Au | RAq | RAq |

| leer | leer | uSTR | leer | leer |

| leer | uexSTR+l | ueABZgr | leer | leer |

| STRq | uxmtKRZ | umKRZu | STRq | STRq |

| leer | uexSKRZ-Eu | uLock3 | REq | leer |

| leer | uxWEIRg | uSTR | leer | leer |

| leer | uexSTRl | ueABZg+r | leer | leer |

| RAq | RAq | uSKRZ-Au | RAq | RAq |

| leer | leer | uSTR | leer | leer |

| STRq | STRq | umKRZu | STRq | STRq |

| leer | leer | uddSTRl | leer | leer |

| leer | uexSTR+l | ueABZgr | leer | leer |

| leer | uexSTR | uLock3 | leer | leer |

| leer | uxWEIRg | uSTR | leer | leer |

| leer | uexSTRl | ueABZg+r | leer | leer |

| leer | leer | uSTR | leer | leer |

| leer | leer | uxSPLae | leer | leer |

| leer | uexSTR+l | ueABZgr | leer | leer |

| leer | uexSTR | uLock3 | leer | leer |

| leer | uxWEIRg | uSTR | leer | leer |

| leer | uexSTRl | ueABZg+r | leer | leer |

| RAq | RAq | uSKRZ-Au | RAq | RAq |

| leer | leer | uSTR | leer | leer |

| STRq | STRq | umKRZu | STRq | STRq |

| RAq | RAq | uSKRZ-Au | RAq | RAq |

| leer | leer | uddSTRr | leer | leer |

| leer | leer | ueABZgl | uexSTR+r | leer |

| leer | leer | uLock3 | uexSTR | leer |

| leer | leer | uSTR | uxWEIRg | leer |

| leer | leer | ueABZg+l | uexSTRr | leer |

| RAq | RAq | uSKRZ-Au | RAq | RAq |

| leer | leer | uSTR | leer | leer |

| RAq | RAq | uSKRZ-Au | RAq | RAq |

| leer | leer | ueABZgl | uexSTR+r | leer |

| leer | REq | uLock3 | uexSTR | leer |

| leer | leer | uSTR | uxWEIRg | leer |

| leer | leer | ueABZg+l | uexSTRr | leer |

| RAq | RAq | uSKRZ-Au | RAq | RAq |

| leer | leer | uSTR | leer | leer |

| uexSTR+l | uexSTRq | ueABZgr | leer | leer |

| uexSKRZ-Eu | REq | uLock3 | REq | leer |

| uexSKRZ-Au | RAq | uSKRZ-Au | RAq | RAq |

| uxmKRZu | STRq | umKRZu | STRq | STRq |

| uxWEIRg | leer | uSTR | leer | leer |

| uFABZgl+l | uMARINAl | uSTR | leer | leer |

| uSTRl | uSTRq | uABZg+r | leer | leer |

| leer | leer | uSTR | leer | leer |

| leer | uexSTR+l | ueABZgr | leer | leer |

| leer | uexSKRZ-Eu | uLock3 | REq | leer |

| RAq | uexSKRZ-Au | uSKRZ-Au | RAq | RAq |

| leer | uxWEIRg | uSTR | leer | leer |

| leer | uexSTRl | ueABZg+r | leer | leer |

| STRq | STRq | umKRZu | STRq | STRq |

| leer | leer | uSTR | leer | leer |

| leer | uexSTR+l | ueABZgr | leer | leer |

| leer | uexSTR | uLock3 | leer | leer |

| leer | uxWEIRg | uSKRZ-Eu | REq | leer |

| leer | uexSTRl | ueABZg+r | leer | leer |

| leer | leer | uSTR | leer | leer |

| RAq | RAq | uSKRZ-Au | RAq | RAq |

| STRq | STRq | umKRZu | STRq | STRq |

| leer | leer | uddSTRr | leer | leer |

| leer | leer | ueSPLae | leer | leer |

| STRq | STRq | umKRZu | STRq | STRq |

| RAq | RAq | uSKRZ-Au | RAq | RAq |

| leer | leer | ueABZgl | uexSTR+r | leer |

| leer | leer | uLock3 | uexSTR | leer |

| leer | leer | uSTR | uxWEIRg | leer |

| leer | leer | ueABZg+l | uexSTRr | leer |

| leer | leer | uSTR | leer | leer |

| uCONTgq | uSTRq+GRZ | uFABZgr+r | leer | leer |

| leer | leer | ueABZgl | uexSTR+r | leer |

| leer | leer | uLock3 | uexSPLae | leer |

| leer | RAq | uSKRZ-Au | uexSKRZ-Au | leer |

| leer | leer | uSTR | uxWEIRg | leer |

| leer | leer | ueABZg+l | uexSTRr | leer |

| leer | leer | uSTR | leer | leer |

| STRq | STRq | umKRZu | STRq | STRq |

| leer | leer | ueABZgl | uexSTR+r | leer |

| leer | leer | uLock3 | uexSTR | leer |

| RAq | RAq | uSKRZ-Au | uexSKRZ-Au | RAq |

| RAq | RAq | uSKRZ-Au | uexSKRZ-Au | RAq |

| RAq | RAq | uSKRZ-Au | uexSKRZ-Au | RAq |

| leer | leer | uSTR | uxWEIRg | leer |

| leer | leer | ueABZg+l | uexSTRr | leer |

| leer | leer | uSTR | leer | leer |

| leer | REq | uSKRZ-Eu | REq | leer |

| leer | leer | ueABZgl | uexSTRq | uexSTR+r |

| leer | REq | uSKRZ-Eu | REq | uexSKRZ-Eu |

| leer | leer | uLock3 | leer | uexSTR |

| leer | leer | uSTR | uMARINAf | uxWEIRg |

| leer | leer | uABZg+l | uFABZqlr | uexSTRr |

| RAq | RAq | uSKRZ-Au | RAq | RAq |

| RAq | RAq | uSKRZ-Au | RAq | RAq |

| leer | leer | uSTR | leer | leer |

| STRq | STRq | umKRZu | STRq | STRq |

| leer | leer | ueABZgl | uexSTRq | uexSTR+r |

| leer | leer | uLock3 | uexSTR+l | uexABZgr |

| leer | REq | uSKRZ-Eu | uexSKRZ-Eu | uexSKRZ-Eu |

| RAq | RAq | uSKRZ-Au | uexSKRZ-Au | uexSKRZ-Au |

| leer | leer | uSTR | uxWEIRg | uxWEIRg |

| leer | leer | ueABZg+l | uexFABZqlr | uexSTRr |

| leer | leer | uSTR | leer | leer |

| WWSELrg | uexFABZq+lr | ueABZgr | leer | leer |

| WASSER | uexSTR | uLock3 | leer | leer |

| RYoW1q | uexSKRZ-Eu | uSKRZ-Eu | REq | leer |

| WTUNNEL2q | uexSKRZ-Au | uSKRZ-Au | RAq | RAq |

| WASSER | uxddSTRl | uSTR | leer | leer |

| WASSER | uexSTRl | ueABZg+r | leer | leer |

| exWWSELlf | exWWSELq | uWEIRl | leer | leer |

| leer | leer | uSTR | leer | leer |

| leer | uexSTR+l | ueABZgr | leer | leer |

| leer | uexSTR | uLock3 | leer | leer |

| leer | uxWEIRg | uSTR | leer | leer |

| leer | uexSTRl | ueABZg+r | leer | leer |

| GRZq | GRZq | uSTR+GRZq | GRZq | GRZq |

| leer | leer | uSTR | leer | leer |

| leer | leer | uxSPLae | leer | leer |

| leer | leer | ueABZgl | uexSTR+r | leer |

| leer | REq | uSKRZ-Eu | uexSKRZ-Eu | leer |

| leer | leer | uLock3 | uexSPLae | leer |

| leer | leer | uSTR | uxWEIRg | leer |

| leer | leer | ueABZg+l | uexSTRr | leer |

| leer | leer | uSTR | leer | leer |

| leer | leer | ueSPLae | leer | leer |

| leer | uexSTR+l | ueABZgr | leer | leer |

| leer | uexSKRZ-Eu | uSKRZ-Eu | REq | leer |

| leer | uexSTR | uLock3 | leer | leer |

| leer | uexSKRZ-Eu | uSKRZ-Eu | REq | leer |

| leer | uxWEIRg | uSTR | leer | leer |

| leer | uexSKRZ-Eu | uSKRZ-Eu | REq | leer |

| REq | uexSKRZ-Eu | uLock3 | REq | leer |

| leer | uexSTRl | ueABZg+r | leer | leer |

| leer | leer | uSTR | leer | leer |

| leer | uexSTR+l | uABZglxr | uSTR+r | leer |

| RAq | uexSKRZ-Au | uSKRZ-Au | uSKRZ-Au | RAq |

| leer | uexSTR | uLock3 | uFABZgl+l | uMARINAl |

| leer | uxWEIRg | ueABZg+l | uexSTRr | leer |

| leer | uexSKRZ-Eu | uSKRZ-Eu | REq | leer |

| leer | uexABZgl | ueABZg+r | leer | leer |

| leer | uxWEIRg | uSTR | leer | leer |

| leer | uexABZgl | ueABZg+r | leer | leer |

| leer | uxWEIRg | uSTR | leer | leer |

| leer | uexSTRl | ueABZg+r | leer | leer |

| leer | leer | uSTR | leer | leer |

| leer | REq | uSKRZ-Eu | REq | leer |

| leer | uexSTR+l | ueABZgr | leer | leer |

| leer | uexSTR | uLock3 | REq | leer |

| leer | uexSTR | uLock3 | leer | leer |

| RAq | uexSKRZ-Au | uSKRZ-Au | RAq | RAq |

| leer | uxWEIRg | uSTR | leer | leer |

| leer | uSTRl | uABZg+r | leer | leer |

| leer | leer | uSTR | leer | leer |

| leer | leer | uxSPLae | leer | leer |

| leer | leer | uddSTRr | leer | leer |

| leer | leer | ueABZgl | uexSTR+r | leer |

| RAq | RAq | uSKRZ-Au | uexSKRZ-Au | RAq |

| leer | leer | uLock3 | uexSPLae | leer |

| leer | leer | uSTR | uxWEIRg | leer |

| leer | leer | ueABZg+l | uexSTRr | leer |

| leer | leer | uSTR | leer | leer |

| leer | uexSTR+l | ueABZgr | leer | leer |

| REq | uexSKRZ-Eu | uLock3 | REq | leer |

| leer | uexSKRZ-Eu | uLock3 | REq | leer |

| leer | uxWEIRg | uSTR | leer | leer |

| RAq | uexSKRZ-Au | uSKRZ-Au | RAq | RAq |

| leer | uexSTR | uLock3 | leer | leer |

| leer | uexSTRl | ueABZg+r | leer | leer |

| leer | leer | uSTR | leer | leer |

| leer | uexSTR+l | ueABZgr | leer | leer |

| leer | uexSTR | uLock3 | leer | leer |

| leer | uexSKRZ-Eu | uSKRZ-Eu | REq | leer |

| leer | uexSKRZ-Eu | uSKRZ-Eu | REq | leer |

| leer | uxWEIRg | uSKRZ-Eu | REq | leer |

| leer | uexSTRl | ueABZg+r | leer | leer |

| leer | leer | uSTR | leer | leer |

| leer | uexSTR+l | ueABZgr | leer | leer |

| leer | uexSKRZ-Eu | uSKRZ-Eu | REq | leer |

| leer | uexSTR | uLock3 | leer | leer |

| leer | uxWEIRg | uSTR | uxddSTRr | leer |

| leer | uexSTRl | ueABZg+lr | uexSTRr | leer |

| leer | leer | uSTR | leer | leer |

| leer | uexSTR+l | ueABZgr | leer | leer |

| leer | uexSTR | uLock3 | REq | leer |

| leer | uexSKRZ-Eu | uSKRZ-Eu | REq | leer |

| leer | uexSTR | uLock3 | leer | leer |

| leer | uexSKRZ-Eu | uSKRZ-Eu | REq | leer |

| RAq | uexSKRZ-Au | uSKRZ-Au | RAq | RAq |

| leer | uexSTR | uLock3 | leer | leer |

| RAq | uexSKRZ-Au | uSKRZ-Au | RAq | RAq |

| leer | uexSKRZ-Eu | uLock3 | REq | leer |

| leer | uxWEIRg | uSTR | leer | leer |

| leer | uexSKRZ-Eu | uSKRZ-Eu | REq | leer |

| leer | uexSTR | uddSTRr | leer | leer |

| leer | uxWEIRg | uSKRZ-Eu | REq | leer |

| STRq | uxmKRZu | umKRZu | STRq | STRq |

| leer | uexSTRl | ueABZg+r | leer | leer |

| leer | leer | uSTR | leer | leer |

| RAq | RAq | uSKRZ-Au | RAq | RAq |

| RAq | RAq | uSKRZ-Au | RAq | RAq |

| leer | leer | uddSTRl | leer | leer |

| RAq | RAq | uSKRZ-Au | RAq | RAq |

| leer | REq | uSKRZ-Eu | REq | leer |

| leer | uexSTR+l | ueABZgr | leer | leer |

| leer | WASSER | uLock3 | REq | leer |

| leer | WASSER | uTUNNEL1 | leer | leer |

| leer | exWWSELlf | uWEIRl | leer | leer |

| leer | REq | uSKRZ-Eu | REq | leer |

| leer | leer | uSTR | leer | leer |

| leer | uexSTR+l | ueABZgr | leer | leer |

| leer | RYoW1q | uLock3 | REq | leer |

| leer | RYoW1q | uLock3 | REq | leer |

| RAq | RYoW1q | uSKRZ-Au | RAq | RAq |

| leer | RYoW1q | uLock3 | REq | leer |

| RAq | RYoW1q | uSKRZ-Au | RAq | RAq |

| leer | RYoW1q | uLock3 | REq | leer |

| leer | WASSER | uddSTRr | leer | leer |

| RAq | RYoW1q | uSKRZ-Au | RAq | RAq |

| REq | WWEIRf | uLock3 | REq | leer |

| REq | WWEIRf | uLock3 | REq | leer |

| RAq | RYoW1q | uSKRZ-Au | RAq | RAq |

| leer | WASSER | uddSTRr | leer | leer |

| leer | WWEIRf | uLock3 | REq | leer |

| leer | RYoW1q | uSKRZ-Eu | REq | leer |

| leer | WASSER | uLock3 | leer | leer |

| RAq | RYoW1q | uSKRZ-Au | RAq | RAq |

| leer | exWWSELlf | uWEIRl | leer | leer |

| RAq | RAq | uSKRZ-Au | RAq | RAq |

| leer | leer | uddSTRr | leer | leer |

| leer | WASSER+l | ueABZgr | leer | leer |

| leer | RYoW1q | uLock3 | REq | leer |

| leer | WWEIRf | uSTR | leer | leer |

| leer | exWWSELlf | uWEIRl | leer | leer |

| leer | leer | uSTR | leer | leer |

| RAq | RAq | uSKRZ-Au | RAq | RAq |

| leer | leer | ueABZgl | WASSER+r | leer |

| leer | REq | uLock3 | RYoW1q | leer |

| leer | REq | uLock3 | RYoW1q | leer |

| STRq | STRq | umKRZu | uxmKRZu | STRq |

| leer | leer | uTUNNEL1 | WWEIRf | leer |

| STRq | STRq | umKRZu | uxmKRZu | STRq |

| RAq | RAq | uSKRZ-Au | RYoW1q | RAq |

| REq | REq | uLock3 | WWEIRf | leer |

| leer | leer | uABZgl+l | WASSER | leer |

| RAq | RAq | uSKRZ-Au | RYoW1q | RAq |

| STRq | STRq | umKRZu | uxmKRZu | STRq |

| STRq | STRq | umKRZu | uxmKRZu | STRq |

| leer | leer | uLock3 | WASSER | leer |

| leer | leer | ueABZgl | WASSERr | leer |

| leer | leer | ueABZgl | WASSER+r | leer |

| RAq | RAq | uLock3 | RYoW1q | RAq |

| RAq | RAq | uSKRZ-Au | RYoW1q | RAq |

| leer | WWSELlf | uABZg+r | WASSER | leer |

| leer | leer | uSTR | WWEIRf | leer |

| leer | leer | ueABZg+l | WASSERr | leer |

| leer | WASSER+l | ueABZgr | leer | leer |

| RAq | RYoW1q | uLock3 | RAq | RAq |

| RAq | RYoW1q | uSKRZ-Au | RAq | RAq |

| leer | WWEIRf | uSTR | leer | leer |

| RAq | RYoW1q | uSKRZ-Au | RAq | RAq |

| WASSER+l | WASSERr | uLock3 | leer | leer |

| WASSER | uexSTR+l | uWEIRl | leer | leer |

| WASSER | uexSKRZ-Au | uLock3 | REq | REq |

| WASSER | uexSTR | uLock3 | leer | leer |

| WASSER | uexSKRZ-Au | uLock3 | REq | REq |

| uWBRÜCKE1q | ueWEIRrq | uFABZgr+r | GRZq | GRZq |

| leer | leer | uCONTf |  |  |

Légende du Schéma
| Légende                        | PK     | Désignation                        | Désignation                                                    |     |
| ------------------------------ | ------ | ---------------------------------- | -------------------------------------------------------------- | --- |
|                                |        |                                    |                                                                |     |
| RAq · REq · uLock3 · REq · RAq | 00.000 | Écluse n° XX de .....Versant ..... | Écluse avec pont sur tête amont ou aval - Type et nom de route |     |
| RAq                            | REq    | uLock3                             | REq                                                            | RAq |

## Sources
- Direction générale des chemins de fer et des routes., Guide officiel de la navigation intérieure : avec itinéraires graphiques des principales lignes de navigation et carte générale des voies navigables de la France : (5e édition, revue et augmentée) / dressé par les soins du ministère des Travaux publics (Direction des routes, de la navigation et des mines), vol. 1, Paris, Baudry et Cie (Paris), 1891, 586 p. (lire en ligne), p. 371 et suite.
- Géoportail (dont ses anciennes cartes et photographies aériennes) et/ou OpenStreetMap, pour divers points de détails.
- « Carte des ouvrages », sur le site de la Direction territoriale de VNF Nord -Est (consulté le 4 octobre 2018)